# Šavnik
Šavnik (kyrillisch Шавник) ist ein Ort im Norden Montenegros und Sitz der gleichnamigen Gemeinde (Opština) Šavnik. Der Ort selbst hat nur etwa 600 Einwohner. 

## Geographie
Šavnik liegt am Zusammenfluss der Bergbäche Bukovica, Šavnika und Bijela in einem Talkessel. einem Quellfluss der Piva. Bei der Umgebung des Ortes handelt es sich um unwegsames und meist bewaldetes Bergland, das nur dünn besiedelt ist. Nördlich von Šavnik liegt das Treskavac-Gebirge, welches an das Durmitor-Massiv anschließt und teilweise zum gleichnamigen Nationalpark gehört.

## Geschichte
Seit 1878 gehört Šavnik zu Montenegro.

## Wirtschaft
Der Ort ist das Zentrum der regionalen Holzwirtschaft. Zu den bekannteren landwirtschaftlichen Produkten der Gemeinde gehören Obst und Honig, der im ganzen Land bekannt ist.

### Tourismus
Šavnik ist lediglich ein Transitort an der Route zum Nationalpark Durmitor, der Ort selbst verfügt nur über ein Hotel. Allerdings soll der kleine Ort Boan im oberen Tal der Bukovica in den nächsten Jahren zu einem kleinen Ökotourismuszentrum ausgebaut werden.

### Verkehr
Šavnik liegt auf halbem Weg an der Regionalstraße von Nikšić nach Žabljak. Diese wurde 1960 gebaut und stellt zugleich die einzige ausgebaute Verbindung zum Rest des Landes dar. Die Straßen nach Kolašin bzw. die Passstraße nach Nikšić sind je nach Wetterlage und Jahreszeit nur schwer oder nicht passierbar. Der nahegelegene Ivica-Tunnel wurde 2010 eröffnet.

## Sehenswürdigkeiten
Im Ort selbst gibt es eine kleine römische Brücke über die Bukovica. Nahe Šavnik befinden sich die Klöster Bijela und Podmalinsko, nördlich des Ortes der Canyon Nevidio der Komarnica Flüss.

## Persönlichkeiten
- Radovan Karadžić (* 1945), ehemaliger Präsident der Republika Srpska und verurteilter Kriegsverbrecher, wurde im zur Gemeinde gehörenden Ort Petnjica geboren
- Andrija Mandić (* 1965), Politiker
- Zoran Lazarević (* 1967), Offizier
- Vlado Jeknić (* 1983), Fußballspieler, wurde im Ort geboren